# Loma Nopal
Loma Nopal är en ort i Mexiko.   Den ligger i kommunen Huautla de Jiménez och delstaten Oaxaca, i den sydöstra delen av landet, 280 km sydost om huvudstaden Mexico City. Loma Nopal ligger 1 437 meter över havet och antalet invånare är 165.
Terrängen runt Loma Nopal är kuperad norrut, men söderut är den bergig. Runt Loma Nopal är det ganska tätbefolkat, med 75 invånare per kvadratkilometer. Närmaste större samhälle är Huautla de Jiménez, 2,5 km nordost om Loma Nopal. I omgivningarna runt Loma Nopal växer i huvudsak städsegrön lövskog.